# Utoropî, Cosău
Utoropî (în ucraineană Уторопи) este o comună în raionul Cosău, regiunea Ivano-Frankivsk, Ucraina, formată numai din satul de reședință.

## Demografie
Componența lingvistică a comunei Utoropî
     Ucraineană (99,59%)
     Alte limbi (0,32%)
Conform recensământului din 2001, majoritatea populației comunei Utoropî era vorbitoare de ucraineană (99,59%), existând în minoritate și vorbitori de alte limbi.